# Imperméable

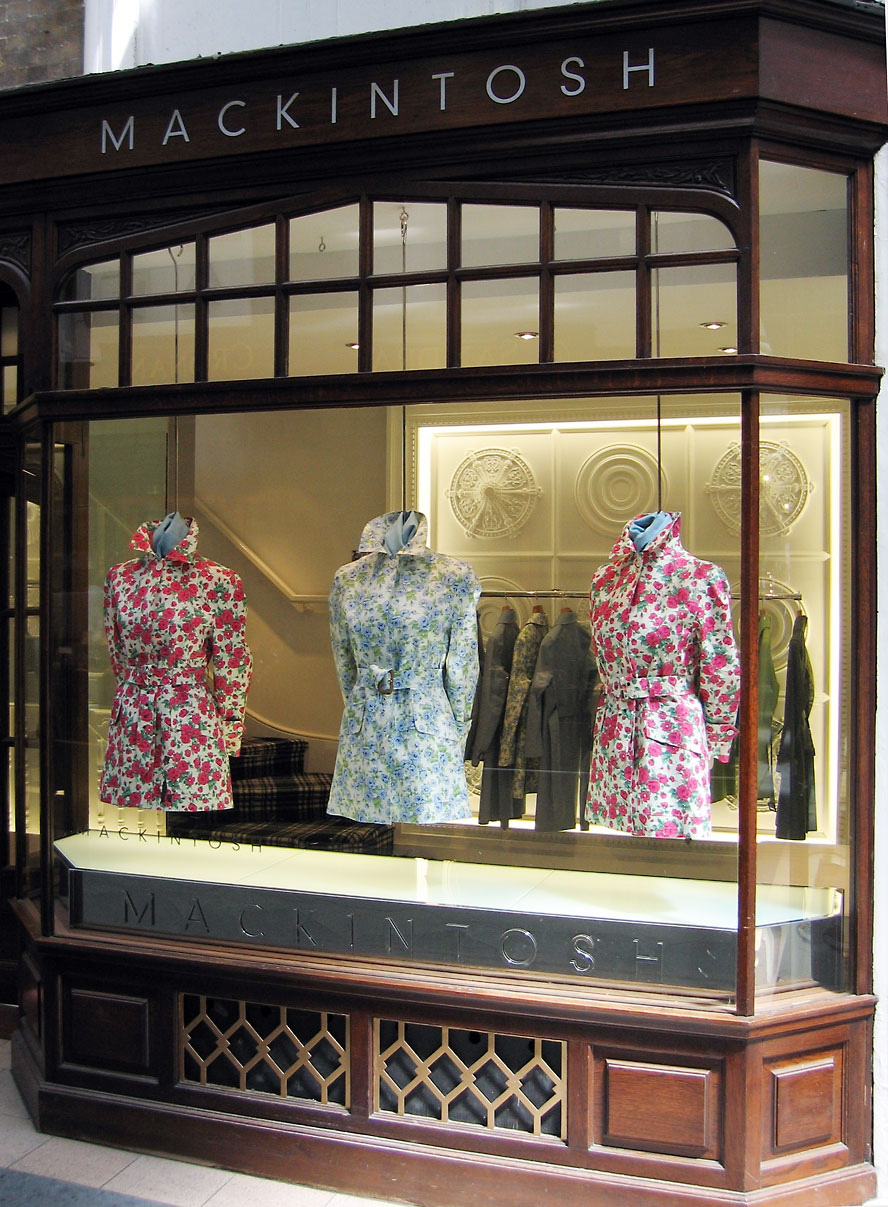
exemples d'imperméables féminins

« Imper » redirige ici. Pour les articles homophones, voir Impair et Un père.
Pour les articles homonymes, voir Perméabilité.
 (mars 2023).
Si vous disposez d'ouvrages ou d'articles de référence ou si vous connaissez des sites web de qualité traitant du thème abordé ici, merci de compléter l'article en donnant les références utiles à sa vérifiabilité et en les liant à la section « Notes et références ».
L'imperméable est un vêtement utilisé pour se protéger de la pluie.

## Historique
Dans l'Antiquité, les Grecs comme les Romains s'abritaient de la pluie avec des manteaux de laine à trame serrée et équipés d'une capuche. Les privilégiés du Moyen Âge utilisaient des pèlerines en toile épaisse, souvent doublées de fourrure. Dès le XIIIe siècle, les natifs du bassin amazonien imperméabilisent leurs vêtements avec la sève de l'arbre à caoutchouc.
L’usage de résine de pin, de goudron de pin ou poix pour étancher les coques, puis les coutures des voiles est ancien. Les marins anglais sont connus pour avoir goudronné (to tar) leurs vêtements afin de les rendre imperméables. Plus tard, ils portent fréquemment des manteaux et des chapeaux fabriqués dans un tissu imperméable appelé tarp (de tarpaulin, bâche). Le mot peut-être abrégé en « tar » aurait donné un surnom aux marins de la marine britannique, les Jack Tars.
En 1823, l'industriel écossais en matière colorante Charles Macintosh a l'idée d'utiliser le benzol, sous-produit de ses fabrications dont il ne sait que faire, comme solvant du caoutchouc,; et il peut dès lors rendre étanche, par application du vernis obtenu, deux toiles collées l'une à l'autre de façon que le vernis ne soit plus en contact avec la peau. Cet imperméable caoutchouté devient aussi un vêtement d'équitation (riding coat). À partir de 1936, l'usage s'établit, au Royaume-Uni, d'appeler mackintosh tout vêtement de pluie taillé dans cette toile, tant étaient populaires l'invention et l'inventeur. Par extension, un mac devient synonyme d'imperméable. Le mot revient souvent dans les chansons des années 1960 : And the banker never wears a mac. In the pouring rain, very strange (The Beatles - Penny Lane), I can see right through your plastic mac (The Who - Substitute).
Le Britannique Thomas Burberry crée la gabardine, en 1880.
Pendant la Première Guerre mondiale, les soldats britanniques portent des trench-coats (littéralement « manteaux de tranchées ») pour se protéger du froid et de l'humidité dans les tranchées. Le trench-coat devient au cinéma, l'imperméable des détectives (Humphrey Bogart). Sa popularité ne faillit jamais, connaissant même un fort retour dans les années 2000.
Dans le film Le Quai des brumes de Marcel Carné (1938), Michèle Morgan porte béret et imperméable de plastique transparent, une idée de Coco Chanel. L'impact du film est tel qu'il popularise cette tenue. D'autres films reprennent ce même ensemble (Joan of Paris avec la même actrice). Aux États-Unis ces tenues de pluie connaissent un vif succès dès les années 1940. June Allyson porte un imperméable en plastique transparent avec des motifs fleuris dans le film Till The Clouds Roll en 1946, ce qui a également une certaine influence. Les imperméables de plastique transparent connaissent un fort retour en vogue à la fin des années 1970 et au début des années 1980 ; ils se déclinent alors en toutes les couleurs. Ce vêtement pratique et économique intéresse aussi les créateurs comme Jean-Charles de Castelbajac (avec son fameux imperméable en plastique porte-cartes-postales), Chantal Thomass ou Issey Miyake.
Le ciré, déjà très installé comme vêtement de pluie depuis les années 1930, se généralise et devient un des vêtements symboliques (avec son aspect brillant) des années 1960 et 1970. Il y en a de toutes les couleurs et de toutes les longueurs. Le maxi ciré noir est alors le pendant de la minijupe, tous les deux emblèmes de la révolution vestimentaire des années 1960. Le ciré continue d'être porté dans les décennies suivantes, plus ou moins à la mode, mais sans disparaître jamais. Yves Saint Laurent, Mary Quant (créatrice de la minijupe), Michèle Rosier, Pierre Cardin, André Courrèges, Thierry Mugler, Jean Paul Gaultier, Anne Marie Beretta, parfois surnommée « la reine de la pluie », sont quelques-uns des créateurs qui ont réalisé des modèles de cirés notables. Le mannequin Twiggy, associée à la créatrice Mary Quant, était connue pour son maxi ciré noir. Romy Schneider, Michèle Mercier, Danièle Darrieux, Annie Girardot, Françoise Arnoul, Jean Seberg, Isabelle Huppert, Brigitte Bardot, Gina Lollobrigida, Sophia Loren, Micheline Presle, Françoise Fabian, Jane Asher, Mylène Demongeot, Jane Birkin, Audrey Hepburn, Marthe Keller, Dany Carrel, Catherine Deneuve ont contribué à populariser le ciré au cinéma comme l'avaient fait précédemment en 1952, Gene Kelly, Debbie Reynolds, Donald O'Connor, les héros du film Chantons sous la pluie.
Le fameux et indémodable ciré jaune a une histoire forte à partir de trois sources de création : en Finlande, en Allemagne et en France. 
Dans la ville côtière de Kokkola en Finlande, Gunborg Lehmus créé le ciré Rukka pour l'entreprise familiale de Roger Störling. Le jaune vif est choisi pour une visibilité optimale. Les cirés Rukka connaîtront rapidement avec d'autres couleurs (d'abord bleues pour les garçons et rouges pour les filles) une grande popularité profitant aussi de la vogue des années 1960. La marque a subsisté et le retour du ciré jaune dans les années 2010-2020 a occasionné un nouvel essor. 
En 1960, en Bretagne, Guy Cotten invente un « ciré » pour marin plus léger et imperméable. Il remplace les vestes de coton huilé, lourdes et peu confortables. 
En 1968, dans les pays du Nord (Danemark, Allemagne), Jan E. Ansteen Nilsson, fondateur de la compagnie Jeantex crée le Friesennerz, autre ciré jaune (avec couleur réversible bleue) qui atteint une popularité record jusqu'au milieu des années 1980 (on disait qu'il n'était pas une seule personne qui n'en ait un[réf. nécessaire]). Il est également populaire en RDA dans une version copiée avec la Wetterwendejacke de la marque Elpico.
D'autres marques comme Petit Bateau ont participé à la relance du classique ciré jaune dans les années 2010. 
En 1955, les manteaux imperméables en nylon Nylfrance font également leur apparition à côté des manteaux imperméables en feuille plastique. En 1965, le fabricant Léon-Claude Duhamel crée le « en cas de... (pluie) », baptisé « en-K », imperméable de nylon, dans une poche banane qui se porte à la taille. Rebaptisé K-way, il rencontre un grand succès.
Le parapluie est une invention chinoise datant du IIe siècle av. J.-C. Il n'apparaît en France qu'au XVIIe siècle.
Les imperméables modernes, aussi appelés cirés, sont traités au caoutchouc, au chlorure de polyvinyle, au polyuréthane ou avec divers élastomères.
L'invention du Gore-Tex marque également le début de l'essor des membranes et enductions imperméables à l'eau liquide tout en restant perméables à la vapeur d'eau. Ces nouvelles techniques marquent un grand pas en avant car pour la première fois, il existe des vêtements qui restent imperméables à des expositions très prolongées à l'eau tout en permettant l'évacuation de la vapeur d'eau constamment produite par la peau humaine et qui mouille l'intérieur des imperméables précédents par condensation.

### Les imperméables des Terre-neuvas

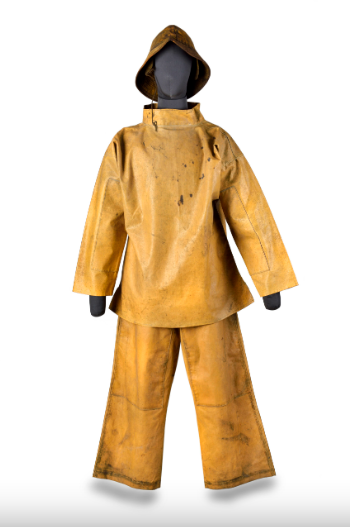
Tenue de campagne à Terre-Neuve, milieu XXe siècle, toile cirée, Musée des pêcheries, Fécamp

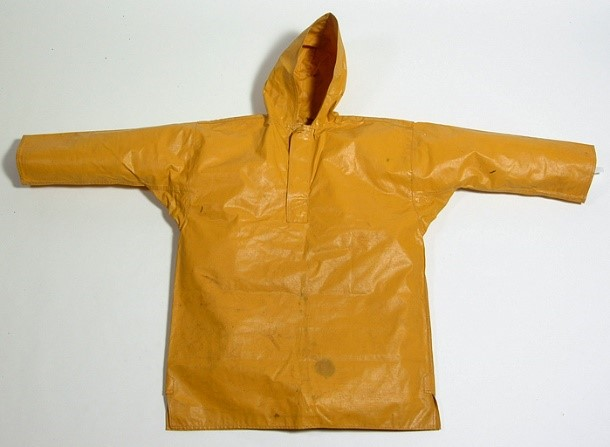
Vareuse imperméable d'Henri Calvez, début XXe siècle, toile cirée, Musée de Bretagne (Rennes)

C’est au XVIIIe siècle que la toile de voile goudronnée commence à être utilisée pour confectionner des surtouts de protection que les marins enfilaient par-dessus leurs vêtements ordinaires. Le traitement au goudron permet de les rendre imperméables. 
Le siècle suivant connaît l’innovation majeure de la toile de coton huilée imperméable. Rapidement, tous les vêtements des marins sont faits de cette toile. L’habit de protection du marin, entièrement fait en toile enduite, est appelé "cirage". Il se compose d’une blouse de protection longue et large et des cotillons (sorte de culotte large faisant office de tablier). 
Le terme ciré vient du fait que l’on « cirait » les vêtements avec de l’huile de lin pour les rendre imperméables. Il fallait frotter le coton avec l’huile et reproduire l’opération trois fois à quinze jours d’intervalle. 
Helly Hansen a notamment lancé sa production de vêtements enduits à la fin du XIXe siècle, et a reçu un prix lors de l’Exposition Universelle de 1878 à Paris[source insuffisante]. 
Dans la première moitié du XXe siècle, quelques terre-neuvas arrivaient à s’acheter des vêtements américains en fibres synthétiques, résistantes et imperméables à Saint-Pierre-et-Miquelon. Puis dans les années 1950, le coton huilé est remplacé par des tissus enduits de résine vinylique, et enfin de plastique. Jusqu’à la fin de la pêche à Terre-Neuve, la tenue de protection du terre-neuvas consiste en une veste cirée longue qui remplace vareuse et cotillons, un pantalon ciré ou une salopette et un suroît, souvent tous jaunes.

## Types d'imperméables

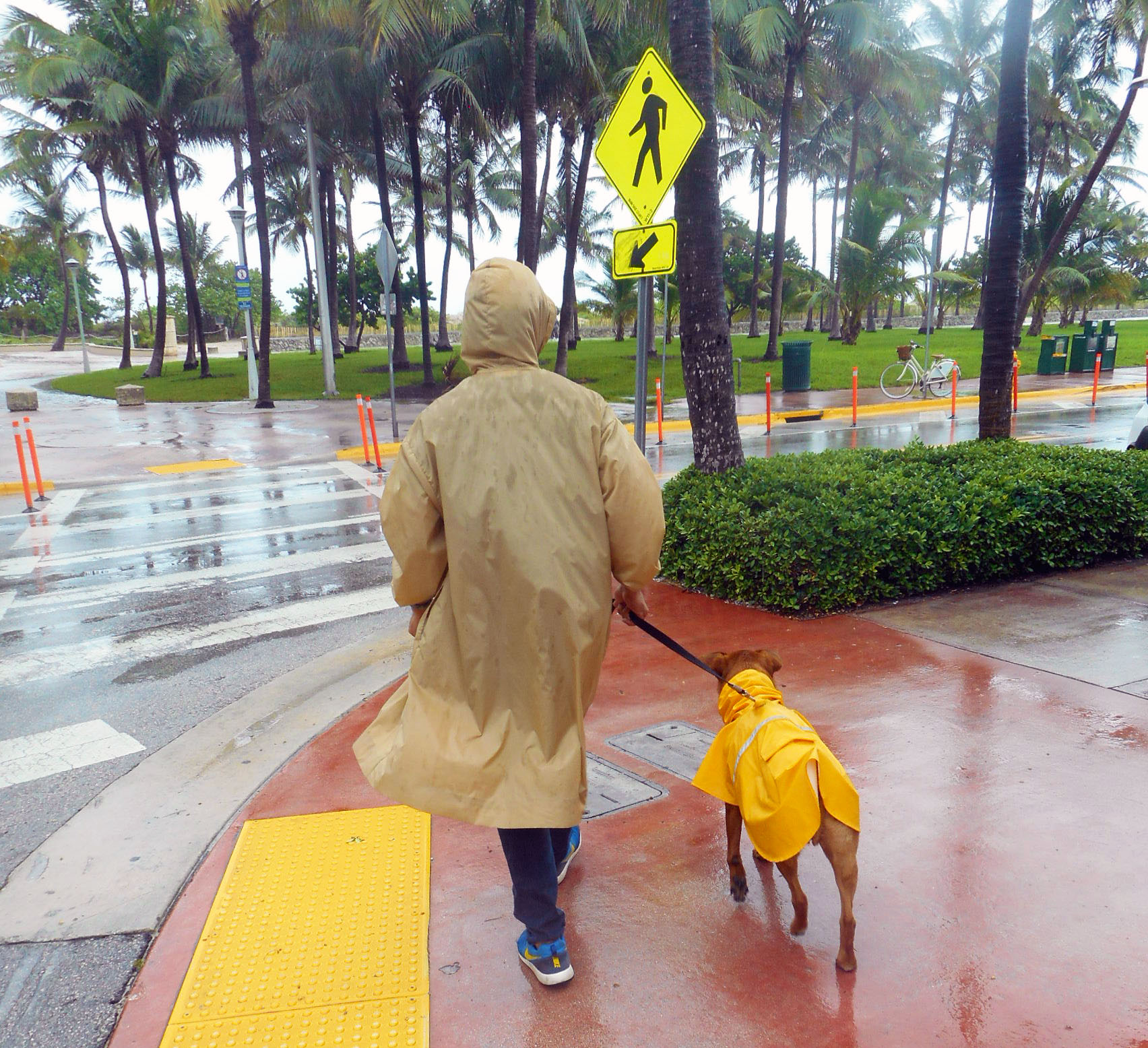

- Le ciré est à l'origine un vêtement imperméable utilisé par les marins qui consistait en une toile imbibée d'huile de lin qu'on laissait sécher. Cette toile fut remplacée par une nouvelle toile caoutchoutée en 1841 quand Charles Goodyear vulcanisa le caoutchouc en l'imprégnant de soufre. De nos jours les cirés sont en vinyle ou tissus avoisinants ;
- le caoutchouc pour un imperméable de caoutchouc (plus très usité) ;
- le Columbo du nom de la série-télé Columbo où le héros porte un imperméable droit et défraîchi ;
- la gabardine ;
- le K-way ;
- le mackintosh ;

- le trench-coat ;
- le capuchon (par extension : imperméable à capuche)